# Liberty (Tennessee)
Liberty è un comune degli Stati Uniti d'America, situato nello Stato del Tennessee, nella Contea di DeKalb.